# Cephalotes supercilii
Cephalotes supercilii é uma espécie de inseto do gênero Cephalotes, pertencente à família Formicidae.